# Alessandro Martinengo
Alessandro Martinengo (Savona, 3 agosto 1930 – Savona, 1º settembre 2021) è stato un ispanista italiano.

## Biografia
Si laureò in lettere moderne presso l'Università di Pisa e conseguì il diploma presso la Scuola Normale Superiore di Pisa.
Fu lettore di lingua italiana nelle Università di Heidelberg e Zurigo.
Professore incaricato di letteratura ispanoamericana a partire dal '58, insegnò a Pisa e a Trieste, per  poi ritornare presso l'Ateneo di formazione nel 1968 col ruolo di docente ordinario, tenuto fino al pensionamento nel 2003.
Ricoprì le cariche di Direttore del Dipartimento di Romanistica e di Coordinatore del Dottorato di Ricerca in Iberistica a Pisa, e fu Presidente dell'Associazione Ispanisti italiani, nonché Presidente della Sezione Saggistica del Premio Nazionale Letterario Pisa fino al 2010.
Tenne numerosi corsi in università di Spagna, Francia, Germania, Stati Uniti e America Latina.
Nel 2007 ricevette la Laurea "honoris causa" dall'Università "Riccardo Palma" di Lima, Perù.
Pubblicò oltre un centinaio di titoli fra saggi e volumi, dedicati in primo luogo ad argomenti di comparatistica italo-iberica; negli ultimi tempi in particolare aveva approfondito la letteratura spagnola dell'epoca barocca e gli autori legati alle scoperte geografiche e alla conquista delle Americhe.
Alessandro Martinengo è morto ultranovantenne nel settembre del 2021 a Savona, sua città natale, lasciando un figlio.